# Готика
Готика или готичка уметност (у архитектури), односно готички стил, је био уметнички правац, који је следио иза романике после 12. века (у Француској) до краја 15. века (у средњој и северној Европи). Најпре је употребљаван као погрдан израз (настао у Италији), „готика” је као огорчење над туђим против-античким импортом Гота, који се одомаћио и који се у првом реду употребљавао за означавање архитектуре и орнаментике где се у првом реду и највише ова уметност одразила и где је била највидљивија. Од 13. века готика се раширила на све дисциплине у уметности. Колевка готике је била Француска.
Готика је била искључиво сакрална уметност, која је дала опипљиву тежину растућој моћи цркве у Риму. Ово не само да је инспирисало јавност, него и његове секуларне вође, успостављајући тако чврсту везу између религије и уметности, што је био један од темеља Италијанске ренесансе. Иако је имала свој препознатљиви стил, готска архитектура је на много начина била заснована на ранијем стилу познатом под именом романика.

## Историјске прекретнице у готској уметности
Да би се разумела готска уметност мора се узети у обзир историјско, културно и друштвено окружење које ју је обликовало. Дванаести век је било време европског ширења уз велики прираштај становништва, побољшања у пољопривредној производњи и трговини који су ојачали економију на европском континенту.
Ходочашћа и крсташки ратови проширили су европски и хришћански утицај током овог временског периода. У Шпанији, хришћани су истерали Мавре, а Немци су почели да се шире на исток. У 12. веку су се такође десиле монастичке реформе, а нови градови су се развијали постајући културни и академски центри. Градске школе у катедралама су замениле манастире као центре учења. Феудални систем је замењен све већим прихватањем моћи краља. Француска, где је овај процес био најснажнији је била колевка готске уметности. До 13. века институција монархије је била чврсто успостављена. Био је то век Luja IX, краља Француске, Едварда I, краља Енглеске, Фридриха II, цара Светог римског царства и Алфонса X од Кастиље. Тринаести век је такође било време економског просперитета. Духовни живот је углавном био обликован развојем градова и појавом нових верских редова као што су фрањевци и доминиканци. Они су утицали како на обичне људе тако и на културу и уметност.
Током овог века универзитети постају средишта учења, а две главне струје постају преовладавајуће и то оне од Фрање Асишког и Томе Аквинског. Ремекдело Summa Theologica у оквиру којег се налазе и Расправе Томе Аквинског је филозофско дело у којем је сумирана интелектуална активност тог времена. Тринаести век се сматра периодом највећег средњовековног сјаја, а до краја овог века економски развој је достигао свој врхунац. У 14. веку европско друштво је ушло у кризу уз падове у пољопривредној производњи, трговини и економији. Велике епидемије се шире, а посебно куга из 1348. - 1349. године. Највећа политичка криза 14. века је био стогодишњи рат између Енглеске и Француске. Током овог истог века десили су се сукоби у самој католичкој цркви, као и сукоби између цркве и државе. Привремено пресељење Свете столице из Рима у Авигнон у Француској као и Западни раскол у којем је неколико црквених достојанственика сматрало себе правим папом, узрокујући политички и духовни немир. Као одговор на ово стање појављују се нови верски покрети. Још једна реакција на ову кризу је била и гомилање политичке моћи у рукама неколицине владара. У исто време почео је да настаје и капитализам. Овај економски систем је његовао нове идеје, као што је визија света заснованог на критичкој мисли и личним остварењима. Оваквим начином размишљања јуди су обновили своју снагу и оптимизам идући против вредности успостављених од стране цркве. Они су произвели нерелигијску културу остваривши напретке у научним открићима. Ове нове вредности су биле преточене у уметничке облике током првих таласа ренесансе.

## Готичка архитектура
Готичка архитектура се развила у првој половини 12. века до 16. века (у северној Европи).
Карактеристика готике је скелетна конструкција и виткост форми које је она омогућила и које се крећу према вертикали нагоре. У свом развијеном добу примећују се јако разрађене форме, компликоване сводове који су подупрти свежњевима витких камених ребара и свежњевима ступова. Масе се преносе на свежњеве ступова што омогућава стварање унутрашњег простора и не постоје носећи зидови као у романици.
Карактеристични знак за готику је био изломљени лук који је за разлику од кружног лука који се до тада употребљавао у романици био много статичнији односно статички правилније решење. Овај лук се употребљавао на прозорским отворима (бифорама или трифорама), порталима и приликом решавања сводова. У готском стилу су се градили сакрални архитектонски објекти, катедрале, профане зграде, дворци, мостови и друго.
Готска катедрала је врхунац развоја хришћанске базилике. У супротности са конструкцијом која полази од масивних носећих зидова ту се ради о конструкцији чији је основни елеменат ступ који сада има конструктиван задатак. Важан елеменат који је карактеристичан за готику је прозорски отвор који је добијен у оваквом приступу ка конструкцији и који се богато украшава бојеним стаклом и назива се витраж где се комади стакла у боји спајају оловом да би се добила слика и добило прожаривање простора у унутрашњости објеката. Ентеријер и екстеријер се богато украшавају скулптурама у којим се људска фигура извија и све више добија на реализму. Форме од схематизма иду ка индивидуализму.

## Готичка скулптура
Скулптура има неодељиви задатак на украшавању катедрала и употребљава се као допуна архитектури и украшавање архитектонских елемената, капитела ступова, пиластера и конзола. Балдахинска пластика је била основни елеменат развоје скулптуре као самосталног дела у уметности. У 12. и 13.-том веку то је пре свега катедралска пластика, а мотиви су из живота Христа и девице Марије као и из живота светаца. Преко рељефа који је био у пре у употреби скулптура долази до изражавања волуминозности и до типа просторне скулптуре. Главни значај добија презентација људског тела које се све више конфронтира са пропорцијом и природним облицима а моменат реализма означили су и облици који су од првобитног схематизма добијали на индивидуалности.

## Споменици европске готске архитектуре и скулптуре
- Нотр-Дам у Паризу, започета фасада 1200. године
- Катедрала у Шартру, фасада и портал око 1150, леви торањ око 1194. године
- Самостанска црква Сен Дени пре 1140. (измењена у 18. и 19. веку )
- Катедрала у Лаону, фасада започета пре 1200. године

- Сен Дени у Паризу, 12. век
- Нотр-Дам у Паризу, 12. век
- Катедрала у Шартру, 12. -13. век
- Катедрала у Ремсу, 13. век
- Катедрала у Солзберију, 13. век
- Никола Пизано, Крстионица у Пизи, 13. век
- Санта Кроче у Фиренци, 13. век
- Катедрала у Наумбургу, 13. век
- Катедрала у Бамбергу, 13. век
- Ка д Оро у Венецији, 15. век
- Лоренцо Гиберти, рељефи на вратима Крстионице, Фиренца, 1401.-1402.
- Филипо Брунелески, купола катедрале у Фиренци, 15. век

## Готско сликарство
У доба готике уметност се подједнако развијала и као скулптура и као сликарство. Тражио се „ред и чистоћа“ у уметности. У доба готике претрпани тимпанони се сређују и јављају се геометријске форме и на порталу се формирају више разрађених зона. Рељеф се извлачи из равни зида али задржава оквир архитектуре и од њеног се утицаја биће ослобођена тек у доба ренесансе када је настало засебно скулпторско дело.
Готика је уништила велике зидне површине које су биле погодне за осликавање. Скелетна готска конструкција је уништила зидне слике и нема више могућности да се развијају али су ову функцију прихватили отвори и прозори који се овде налазе и омогућавају једну нову технику сликања на стаклу- витраж. Сликарство готике не уме да реализује дубину слике. Јављају се и теоретичари (Витилио) који се баве проблемом простора на слици и перспективом и који су утицали на сликаре и сматра се да су инспирисали Ђота и уметнике његовога времена. Ђото чији је учитељ био Чимабуе вратио је сликарству просторне илузије- повратак реалнога сликарскога простора може да се прати од Ђота. Уметници истом бојом добијају сенку и познају згуснуту и разређену боју. Витраж је једна племенита техника која се развијала у готици, стакло се везује у већим и мањим плохама и гради слику. То су сликарске композиције у великим димензијама. Структура слике је дводимензионалног значи плошног карактера. Доминирају боје црвена и плава, модре и жуте боје. Контуре се развијају и формирају се оловом. Касније се јављају и другачији приступи у фази декаденције, композиције су мање, смањују се стаклене површине, јавља се додавање сенки на витроима и техника где се само средина обрађује у витражу.
У сликарству осим традиционалне сликарске технике које је било књижно сликарство, а захваљујући губитку зидних површина употребом скелетног система конструкције објеката у готици долази до појаве сликарства на стаклу, нове сликарске технике које се развија у готичкој уметности и поред скулптуре постаје један од главних елемената украшавања и декорисања објеката. Катедрале како су се утркивале која ће од њих бити виша тако се утркују и која ће имати најбоље и најлепше витраже. Нова техника је и појава сликарства на плочи односно слике која је израђена на специјално зготовљеној дрвеној плочи од тврдог дрвета која се лепи из унакрсно послаганих делова и која је по неким митовима била покривена и платном и ако се зна да је слика на платну настала тек у доба ренесансе. Нови елементи реализма око 1400. године долазе из Бургундије и фламанских области (браћа ван Ајк) и тежиште развоја је пренесено у француско- холандске области (Авињон, Бургундија и Холандија) одакле се готика проширује у друге области Европе.

## Уметнички занати
били су организовани по сродству заната и самостално у цехове који су имали задатак да чувају квалитет производа. Тим начином се производња јако усавршила и добила високи квалитет.

### Клесарство
било је развијано углавном приликом декорације храмова, где је богата декорација и фигурална орнаментика покривала зидове великих катедрала (портали, прозорске оквире, забате, галерије и торњеве).

### Намештај
Основни облик намештаја је била шкриња која је имала општу употребу (орман, библиотека, каса и друго). Њену спољашњу декорацију су сачињавали архитектонски украси који су преузети са грађевина. Почела је употреба технике интарзије са применом различитог племенитог дрва. Шкриње су биле украшаване и уметничким оковом од кованог метала које је обезбеђивало и њихову чврстоћу.

### Резбарство
Уметничко резбарство је било употребљавано код израде различитог црквеног намештаја- шкриње, проповедаонице, свећњаци, клупе, столице и најме крила олтара.

### Златарство
У готичкој пластици се уздижу радови од метала. То се најбоље види на златарским радовима и златарима који су стилски стварали најразличитије литургијске предмете (крижеве, пехаре, тањире и сл.), који су били украшавани свим врстама декорација и форми које је готика познавала и употребљавала.

### Металопроизводња
Израђивали су се црквена звона и надгробне плоче. Од цинка су се правиле црквене крстионице. Даље су се готовили разни оклопи и витешка оружја, знакови, грбови, печати и ковани новац са знаком на обе стране.

### Књиговезачки занати
Уколико су књиге биле ручно писане и такође ручно декорисане, били су јако скупе и ретке и због тога се на њима израђивала чврста заштита од дрвених плоча који су пресвучене кожом која се специјално украшавала и на угловима се израђивало декоративно ковање и нарочито је велики акценат био на горњој плочи.

### Текстил

#### Израда гоблена
Израда гоблена- окачених ћилимова који су стварали декоративни елеменат зидова у просторијама и делимично су били топлотна изолација, била је релативно јако раширена. Налазили су се на њима различите композиције фигура са религиозном, античком али и профаном тематиком.

#### Везови
су били у то доба на јако високом нивоу. Било је примењивано на богатим декорацијама руха у богослужбама и као украси неких одевних предмета.

#### Одећа
На развој одеће су утицали не само крсташки ратови већ и настанак нових културних центара на дворовима владара и племића. Идеал лепоте није био снажан човек већ пре женствени младић. Естетски идеал жене је било витко тело у "S" линији. Основни мушки део одеће је била неупасана врста кошуље. Даља врста одеће је био "cotte" који је био препасан опасачем који је био украшен дугмићима а понекад и везом. Главним горњим делом одеће је био полукружан плашт који је покривао оба рамена а његово потшивање се вршило контрастним бојама. Женска одећа се у основи није много разликовала од мушке одеће. Одећа у виду кошуље је била поткасана опасачем. На то одело су облачиле плашт у полукружном кроју. На измаку раздобља опанци и ногавице су се стопили у једну целину и настали су тзв. "miniparti".

## Орнамент
Геометријски орнамент се оснива на конструкцији линија, круга и кружног одсечка од чега настаје елеменат који се примењује на украшавању прозора. Даљи елеменат су биљни мотив који црпи из домаћег биља (храст, винова лоза и сл.) и који се преузима из природе у највернијим облицима.
Нарочити украси који се налазе на храмовима су украси из екстеријера на готичким храмовима и другим зградама са мотивима животињских ликова који су служили за одвод атмосферске воде са катедрала.